# Jean Le Moine
Jean Le Moine, noto anche come Jean Lemoine o Jean Le Moyne (Crécy-en-Ponthieu, 1240/1250 – Avignone, 22 agosto 1313), è stato un vescovo e cardinale francese.

## Biografia
Di umili origini, studiò a Crécy e poi a Parigi laureandosi in utroque iure. Divenne canonico ad Amiens e poi a Parigi. Uditore della Sacra Rota nel 1282, fu canonico a Bayeux da 1288 al 1292. Nel 1293 fu eletto dal capitolo della cattedrale di Arras vescovo di Arras.
Con il concistoro del 18 settembre 1294 papa Celestino V lo nominò cardinale con il titolo dei Santi Marcellino e Pietro. A fine 1302 venne inviato da papa Bonifacio VIII come legato a Parigi per comporre i dissidi fra il papato ed il re di Francia Filippo il Bello, ma la missione fallì. Filippo, ricevuta la scomunica da Bonifacio VIII, lo fece arrestare a Troyes, trattenendolo per un certo tempo sotto sorveglianza stretta. Nel 1305 divenne cardinale protopresbitero e nel novembre dello stesso anno camerlengo del Sacro Collegio, carica che lasciò nel 1310 per motivi di salute. Seguì papa Clemente V ad Avignone, ove stabilì infine la sua residenza e dove morì nel 1313.
La sua salma venne sepolta a Parigi, ove esiste tutt'oggi una via a lui intitolata nel V arrondissement ed una stazione della linea 10 del Metro.
Lasciò la Glossa aurea Joannis Monachi cardinalis in Sextum Decretalium, opera stampata a Parigi nel 1515, che ebbe numerose edizioni.

## Conclavi
Durante il suo cardinalato, Le Moine partecipò ai seguenti conclavi:
- conclave del 1294, che elesse papa Bonifacio VIII;
- conclave del 1303, che elesse papa Benedetto XI;
- conclave del 1304-1305, che elesse papa Clemente V.